# Storlavens naturreservat
Storlavens naturreservat är ett naturreservat i Norrtälje kommun i Stockholms län.
Området är naturskyddat sedan 2014 och är 56 hektar stort. Reservatet omfattar sjön Storlaven med omgivande våtmark och skog. Reservatet består av Gran och Barrskog med inslag av lövträd, granskog, tallskog och partier av sumpskog.